# Rio Dâlja
O Rio Dâlja é um rio da Romênia, afluente do Băniţa, localizado no distrito de Hunedoara.